# Black Cat (bài hát)
"Black Cat" là một bài hát của ca sĩ người Mỹ Janet Jackson, phát hành như là đĩa đơn thứ 6 trích từ album phòng thu thứ tư của cô, Rhythm Nation 1814 (1989). Nó được sáng tác bởi Jackson và sản xuất bởi Jackson với Jellybean Johnson. "Black Cat" là một thử nghiệm hard rock và heavy metal hoàn toàn mới của nữ ca sĩ với những ảnh hưởng của nhạc punk, dance-rock, và hair metal. Lời bài hát nói về việc lạm dụng thuốc và những băng đảng bạo lực. Đây là bài hát cuối cùng thu âm cho album.
"Black Cat" nhận được những phản ứng tích cực từ giới phê bình âm nhạc, trong đó họ đánh giá cao việc khai thác "lợi thế tối đa" trong giọng hát của Jackson và bước đột phá với thể loại hard rock. Nó cũng là một thành công về mặt thương mại, đạt vị trí số một trên Billboard Hot 100 (Mỹ) cũng như lọt vào top 10 các bảng xếp hạng ở Nam Phi, Canada, Na Uy, và Úc.
Video âm nhạc của "Black Cat" do Wayne Isham làm đạo diễn, được ghi hình trong quá trình thực hiện chuyến lưu diễn Rhythm Nation World Tour 1990, trong đó Jackson hóa thân vào hình tượng một con báo đen. Cô cũng biểu diễn "Black Cat" tại giải Video âm nhạc của MTV, trong một "màn biểu diễn bốc lửa" mà cô truyền tải qua vũ đạo "mèo", và trên Rhythm Nation World Tour 1990, đã thu hút sự chú ý của giới truyền thông với việc sử dụng những màn ảo ảnh ma thuật, kết thúc với việc Jackson bị buộc vào một cái lồng và được biến đổi thành một con beo sống.
"Black Cat" đã nhận được một đề cử giải Grammy cho Trình diễn giọng rock nữ xuất sắc nhất, giúp cô trở thành nghệ sĩ duy nhất trong lịch sử nhận được đề cử ở cả năm thể loại nhạc chính thống. Bài hát còn được cho là tạo nên tầm ảnh hưởng sâu rộng đến nhiều nghệ sĩ và nó đã được hát lại bởi Warmen, Britney Spears và Nanne Grönvall.

## Danh sách bài hát
| - Đĩa đơn cassette tại Canada (75021 1477 4) 1. Video Mix/Bản solo dài – 4:48 2. Funky 7" – 4:41 3. 3 Snaps Up 7" – 4:24 4. "The 1814 Megamix" (bản đầy đủ) – 7:24 5. 3 Snaps Up Dub – 6:12 - Đĩa 7" tại Úc (390548-7) 1. Bản chính sửa – 4:30 2. "Lonely" – 4:59 - Đĩa 7" tại Vương quốc Anh (AM 587) 1. Bản chỉnh sửa – 4:30 2. "The 1814 Megamix" (Edit) – 4:36 - Đĩa 12" tại Vương quốc Anh (AMYDJ 587) 1. "The 1814 Megamix" (bản đầy đủ) – 7:24 2. 3 Snaps Up 12" – 7:31 3. Bản chỉnh sửa – 4:30 - Đĩa 12" tại Vương quốc Anh (AMY587/AMX587) 1. 3 Snaps Up 12" – 7:31 2. Bản album – 4:50 3. "The 1814 Megamix" (bản đầy đủ) – 7:24 - Đĩa CD tại Đức (390 572-2) 1. Bản chỉnh sửa – 4:30 2. "The 1814 Megamix" (bản đầy đủ) – 7:24 3. 3 Snaps Up 12" – 7:31 | - Đĩa CD maxi tại Đức (397 098-2) 1. Bản chỉnh sửa – 4:30 2. Video Mix / Bản solo ngắn – 4:31 3. Video Mix / Bản solo dài – 4:48 4. Guitar Mix (với Vernon Reid) – 4:48 5. 3 Snaps Up 7" – 4:24 6. Funky 7" – 4:41 7. 3 Snaps Up 12" – 7:31 8. Funky 12" – 5:45 9. 3 Snaps Up Dub – 6:12 10. "The 1814 Megamix" (bản đầy đủ) – 7:24 - Đĩa 12" tại Mỹ (SP-12348) - Đĩa 12" tại Úc (390 548-1, 390 548-1) 1. Funky 12" – 5:45 2. Funky 7" – 4:41 3. Video Mix / Bản solo ngắn – 4:31 4. 3 Snaps Up 12" – 7:31 5. 3 Snaps Up 7" – 4:24 6. 3 Snaps Up Dub – 6:12 - Đĩa CD quảng cáo tại Mỹ (75021 7972 2) - Đĩa CD tại Nhật (PCCY-10144) 1. Video Mix / Bản solo ngắn – 4:31 2. Video Mix / Bản solo dài – 4:48 3. Bản chỉnh sửa – 4:30 4. Guitar Mix (với Vernon Reid) – 4:48 5. 3 Snaps Up 7" – 4:24 6. Funky 7" – 4:41 7. 3 Snaps Up 12" – 7:31 8. Funky 12" – 5:45 9. 3 Snaps Up Dub – 6:12 - Đĩa CD 3" tại Nhật (PCDY-10017) 1. Video Mix / Bản solo ngắn – 4:31 2. Guitar Mix (với Vernon Reid) – 4:48 |

## Xếp hạng và chứng nhận
| Bảng xếp hạng (1990)                       | Vị trí cao nhất |
| ------------------------------------------ | --------------- |
| Australia (ARIA Charts)                    | 6               |
| Belgium (Ultratop 50 Flanders)             | 33              |
| Canada Top Singles (RPM)                   | 4               |
| Germany (Media Control AG)                 | 34              |
| Ireland (IRMA)                             | 11              |
| Netherlands (Dutch Top 40)                 | 18              |
| New Zealand (Recorded Music NZ)            | 25              |
| Norway (VG-lista)                          | 5               |
| South Africa (Mediaguide)                  | 3               |
| Sweden (Sverigetopplistan)                 | 16              |
| Switzerland (Schweizer Hitparade)          | 10              |
| UK Singles Chart (Official Charts Company) | 15              |
| US Billboard Hot 100                       | 1               |
| US Mainstream Rock (Billboard)             | 1               |
| US Hot Dance Club Play (Billboard)         | 17              |
| US Hot Dance Single Sales (Billboard)      | 11              |
| US Hot R&B/Hip-Hop Songs (Billboard)       | 10              |

| Bảng xếp hạng (1990)     | Vị trí |
| ------------------------ | ------ |
| Australian Singles Chart | 75     |
| Canadian Singles Chart   | 65     |
| Japan (Tokio Hot 100)    | 27     |
| US Billboard Hot 100     | 59     |

| Quốc gia                                  | Chứng nhận | Số đơn vị/doanh số chứng nhận |
| ----------------------------------------- | ---------- | ----------------------------- |
| Úc (ARIA)                                 | Vàng       | 35.000^                       |
| Hoa Kỳ (RIAA)                             | Vàng       | 500.000^                      |
| ^ Chứng nhận dựa theo doanh số nhập hàng. |            |                               |